# Manbuta adversa
Manbuta adversa är en fjärilsart som beskrevs av Paul Dognin 1912. Manbuta adversa ingår i släktet Manbuta och familjen nattflyn. Inga underarter finns listade i Catalogue of Life.